# Lithocarpus kamengii
Lithocarpus kamengii là một loài thực vật có hoa trong họ Cử. Loài này được K.C.Sahni & H.B.Naithani mô tả khoa học đầu tiên năm 1980.